# Свіслоч (місто)
Свіслоч (біл. Свіслач) — місто на південному заході Білорусі, центр Свіслоцького району Гродненської області.
У місті проживає близько 7,3 тисяч осіб.

## Географія
Свіслоч лежить за 82 км від Гродна, 30 км від Вовковиська й за 15 км від Державного кордону з Республікою Польща.
Площа міста - 425 гектарів. У Свіслочі більш як 51 вулиця й провулок загальною довжиною 25,1 км.

## Історія
Свіслоч — одне з найдавніших міст Білорусі. Точна дата заснування міста невідома. Нею вважається перше згадування в Іпатіївському літописі, датоване 1256 роком. Колись тут проживали балтські та слов'янські племена, пізніше з'явилися татари, ще пізніше — євреї.
Із середини XIV століття Свіслоцьке князівство ввійшло до складу Великого князівства Литовського.
Місто розросталося завдяки вигідному географічному положенню й уже в 1523 році одержало статус містечка. 1560 року в місті існувала початкова школа при кальвіністському соборі. З 1563 року містом Свіслоч і навколишніми землями володів Ян Ходкевич, що 1572 року змінив Свіслоч на Ляховичі. А в 1581 році містечко знову переходить Ходкевичам. 1594 року продано Себастьяну Покошу.
У 1663—1667 роках Свіслоч була під окупацією шведської армії.
З 1666 року власником містечка був прусський землевласник Кришпин-Киршенштейн. Він 1668 року побудував у Свіслочі костьол й відкрив при ньому парафіяльну школу.
1778 року господарем містечка став Вінцент Тишкевич, сенатор Великого князівства Литовського, одружений з Терезою, племінницею короля Речі Посполитої Августа Понятовського. Він реконструював Свіслоч — першим зробив планування міста, розбивши його на вулиці. Облаштував у центрі містечка більший базарний майдан, де проходили славетні ярмарки, які за товарообігом поступались тільки Зельвенському ярмаркові. У Свіслочі був свій театр і звіринець, а також гарний парк, 20-метровий обеліск із золотим шпилем на майдані, арки на кожному в'їзді в містечко.
1805 року Тишкевич заснував у Свіслочі за свій кошт Гродненську губернську гімназію, що проіснувала до 1845 року. 1825 року тут викладав історію й географію фольклорист Ян Чечот. Також тут було дуже багато відомих учителів. Гімназія славилася вільнодумством. В гімназії існували три таємних товариства: філарети, філомати, «Зоряні».
З 1845 року гімназія стала класичною без статусу губернської (за участь у польському повстанні 1830-31 р.). Потім її перетворено в прогімназію за участь у повстанні К.Калиновського (1863-64 р.)
Пізніше відкритао Свіслоцьку вчительську семінарію (1876 рік). Проіснувала до 1921 року.
Гімназію й семінарію закінчили Наполеон Орда, К. Калиновський, В. Калиновський, Р. Траугут, В. Гельтман, Т. Августинович, Л. Боровський, Ю. Крашевський і ін.
Під час повстання 1863—1864 р. під керівництвом К. Калиновського Свіслоччина стала місцем, де відбувалися бої й зіткнення повстанців із царськими каральниками. К. Калиновський з В. Врублевським видали сім номерів газети «Мужыцкая праўда».
В 1884 році у Свіслочі почав лікарську практику Адольф Бітнер, творець бальзаму Бітнера. Пізніше біля Свислочі за свій кошт Бітнер заснував лікарню, де лікував жителів околишніх сіл, причому бідних — безкоштовно.
14 серпня 1915 року місто окупували кайзерівські війська. Німці встановили режим терору й насильства. Але вони дозволили відкрити в жовтні 1916 року білоруськомовну вчительську семінарію. Директорами семінарії були Р. Абихт і Б. А. Почобко. За два роки діяльності підготовано 144 учителі.
На початку 1919 року утворено Свіслоцьку волосну Раду. Але за місяць місто окупували легіонери Пілсудського.
З березня 1921 року по 21 вересня 1939 року місто пробувало в складі Західної Білорусі. За цей час занепала промисловість, сільське господарство, культурне життя, освіта, охорона здоров'я. Тут існувала польськомовна вчительська семінарія, гімназія. Підпільно існували осередки БКРГ, ТБШ і КПЗБ.
26 червня 1941 р. у Свіслоч увірвалися німецькі загарбники. З перших днів вони проводили грабунки, встановили жорстокий окупаційний лад. У листопаді 1941 року всіх євреїв оселено в гетто. 1 листопада 1942 року гетто в складі 1536 осіб розстріляно в урочищі Вишевник біля міста.
17 липня 1944 року місто звільнено. Перед відступом німецькі формування спалили більшість будівель, уціліло тільки 5 відсотків будинків. Після звільнення почалося відновлення міста. Відновили свою роботу лікарня, пошта, міліція, позитивні зрушення спостерігалися в будівництві. Відновлювалися залізниці, мости, зв'язок.
Свіслоч у різний час відвідували Президент Республіки Білорусь Олександр Лукашенко, Патріарх Московський і всія Русі (МП) Олексій ІІ.

## Економіка
Промисловість у місті презентовано унітарним комунальним підприємством побутового обслуговування (підприємство легкої промисловості) і філією Свіслоцького райпо «Коопзаготпром» (харчова промисловість).
Торговельна мережа району нараховує 115 стаціонарних об'єктів торгівлі, у тому числі: 74 магазини, 27 павільйонів, 2 торговельних об'єкти на орендованих площах, 12 кіосків.

### Транспорт
Місто перетинає залізниця Гайнівка (Польща) — Свіслоч — Вовковиськ, автодорогами місто Свіслоч пов'язане з містами Гродно, Вовковиськ, смт Порозове, селом Стоки.
У місті є філія «Свіслоч» АП № 4 міста Вовковиська. Свіслоч зв'язана прямим автобусним сполученням з Мінськом, Гродном, Берестям, Вовковиськом та ін. населеними пунктами.
За два кілометри від міста стоїть залізнична станція Свіслоч, через яку проходить багато вантажів у Республіку Польща й навпаки. У межах міста перебуває зупинковий пункт «Свіслоч». Пасажирським залізничним сполученням місто пов'язане з Вовковиськом.

### Зв'язок
У місті перебувають вузли електро- й поштового зв'язку.
На околиці міста стоїть Свіслоцька радіотелевізійна передавальна станція з вежею заввишки 168 метрів. Відтіля ведено аналогову трансляцію 4 телеканалів: (Перший, Лад + Гродненське обласне ТВ, ОНТ і СТВ). Також аналогово трансльовано 6 радіостанції: «Перший Національний канал Білоруського радіо» (частота 105,9 Мгц), «Радіо Гродно» (частота 104,4 Мгц), «Радіус FM» (частота 96,7 Мгц), «Радіоканал Культура» (частота 66,08 Мгц і 98,9 Мгц), «Столиця» (частота 68,72 Мгц), Радіостанція «Білорусь» (частота 100,8 Мгц).
Публічний доступ в Інтернет здійснювано в приміщенні районного вузла електрозв'язку. Бездротовой широкосмуговий доступ в Інтернет у місті здійснювано за технологією WLL. Також можливий провідний доступ в Інтернет за технологіями ADSL і Dial-Up.
У місті стоять базові станції стільникового зв'язку стандарту GSM мобільних операторів: МТС, velcom, life:) і стандарту CDMA2000 мобільного оператора Diallog. GSM-оператори МТС і velcom підтримують стандарт передачі даних EDGE.

## Культура
Центром культурного життя міста й району по праву можна вважати Районний Будинок культури. Також у місті є міська, районна й дитяча бібліотеки. Працює Будинок рукомества.

## Освіта
У місті є 2 дошкільні освітні установи, 2 загальноосвітні школи, гімназія, Будинок позашкільної роботи, Центр корекційно-розвивального навчання й реабілітації, СДЮСШОР.

## Охорона здоров'я
У місті є УЗ «Свіслоцька центральна районна лікарня» зі стаціонаром на 186 ліжок. Також у Свіслочі є районна поліклініка на 250 відвідувань у зміну й станція швидкої допомоги.
У 2006 році медики ЦРБ вибороли звання «переможець республіканського огляду за підвищення якості й культури медичного обслуговування населення серед центральних районних лікарень Республіки Білорусь».

## Спорт і туризм
У місті є стадіон, кілька спортивних майданчиків, хокейний майданчик, стрілецький тир. Регулярно проводять спортивні заходи.
З 1963 року в районі діє спортивна школа з трьома відділеннями: волейбол, настільний теніс, вільна боротьба. За ввесь час свого існування вона підготувала 44 майстри спорту Республіки Білорусь, 60 кандидатів у майстри спорту, 119 спортсменів 1 розряду. Також у районі народилися видатні спортсмени: Яніна Корольчик — олімпійська чемпіонка 2000 року, чемпіонка світу 2001 року з легкої атлетики; переможець Кубка світу з вільної боротьби, учасник Олімпійських ігор Олександр Савко; тричі брав участь в Олімпіадах майстер спорту міжнародного класу легкоатлет Євген Мисюля; борець вільного стилю Борис Гринкевич і багато інших спортсменів.
Відсутність у Свіслочі великих промислових підприємств і близькість Національного парку «Біловезька пуща» робить місто привабливим для туристів. Через місто проходять туристичні маршрути від Біловезької пущі.
На базі районного Будинку культури працює районний інформаційно-туристичний центр, де можна одержати потрібну туристам інформацію.

## Засоби масової інформації
У місті видавано «Свіслоцьку газету» російською та білоруською мовами. Також у мережі провідного мовлення працює районне радіо.

## Музеї
Із серпня 1979 року функціонує Свіслоцький районний історико-краєзнавчий музей. У ньому є «Куточок природи», де кожний може ознайомитися з тваринним світом навколишніх лісів, а також три експозиційних зали, кожна з них розповідає про певний період історії Свіслоччини.
Також у школах міста є Музей хліба (СОШ № 2 імені Н. П. Массонова), Музей історії гімназії (Гімназія № 1 імені К.Калиновського), Музей історії освіти (СОШ № 3) і 2 Зали бойової Слави.

## Єврорегіон «Біловезька пуща»
Поряд з Каменецьким і Пружанським районами Берестейської області Білорусі й Гайнівським повітом Польщі Свіслоцький район з 2002 року входить в єврорегіон «Біловезька пуща».
Єврорегіон «Біловезька пуща» виявляє прагнення до дружньої взаємовигідної транскордонної співпраці на території Білорусі й Польщі, де перебуває унікальний комплекс реліктових лісів Біловезької пущі.

## Відомі люди
- Наполеон Орда — навчався у місцевій гімназії